# 鶴澤叶
鶴澤 叶（つるさわ かのう）は、義太夫節三味線方の名跡。

## 初代
鶴澤安治郎（安次郎） ⇒ 初代鶴澤清八 ⇒ 五代目鶴澤蟻鳳 ⇒ 初代鶴澤清八 ⇒ 初代鶴澤叶 ⇒ 初代鶴澤清八
初代鶴澤清八参照

## 二代目
初代鶴澤鶴太郎 ⇒ 二代目鶴澤叶
天保7年（1836年）4月9日生まれ。六代目竹本染太夫の息子。本名橘新兵衛。通称金照。出生地大阪市東区北渡辺町。
鶴太郎の由来であるが、父六代目染太夫の『染太夫一代記』によれば、「祖父いふやうは、鶴不思議に飛び入って舞ひ遊ぶ、しかうしてその夜出産の事ならば鶴太郎と名づくぺしと一決して、金屋鶴太郎橘ノ隣秋と呼べとかや。かヽるが故に氏神は御霊宮なり。父の家の氏神は座摩宮なれば、氏神はニケ所を祭るなり。委細はこの鶴太郎一代記に見えたり。」とあり、出産の日に鶴が飛んでいたことから鶴太郎と名付けられることになった。以降も『染太夫一代記』に息子鶴太郎のことが詳細に記述されている。
「梶太夫が悴鶴太郎は当年拾才なれども、いまだ芸能あらばこそ、小梶、小浪はあっぱれの芸者に恥ぢて、鶴沢勘四郎の方へ遣はし、浄るり三味線の稽古を仕込む。これ則ち弘化三午年なり。」と、10歳の頃に鶴澤勘四郎の元で三味線を習った。この頃の鶴太郎の絵が『染太夫一代記』に載っている。
弘化4年（1847年）「梶太夫忰鶴太郎拾弐才にて文楽軒小屋へ琴胡弓にて初出勤の事なほまた梶太夫が忰鶴太郎は、三味、琴、胡弓の稽古も弐ヶ年におよびけるが、あるとき梶太夫が勤むる文楽小屋にて、『あこや琴責の段」を差し出す時、ヒイキ引法にて鶴太郎三曲をはじめて相勤め致させるに付き、いまだ師匠をとらざるは、師匠に頼むべき人多くて、誰人と定めがたく、いま出勤となるに苗字なきゆゑ、親の名字をその儘に、竹本鶴太郎には出勤させける。この摺り者出来、諸方へ配れば、東西より大いにヒイキに預り、天幕、幟沢山に到来し、ことのほか賑やかに粧ひ相勤めける。」と、父梶太夫の『阿古屋』で竹本鶴太郎として三曲を勤めているが、『義太夫年表近世篇』では番付が確認できない。
嘉永元年（1848年）初代鶴澤清八（初代叶）に入門し、初代鶴澤鶴太郎を名乗る。同年1月道頓堀若太夫芝居太夫竹本綱太夫『本朝廿四孝』他で初舞台を踏む。師匠初代清八は初代大住太夫の太夫付で「謙信館の段 切」を弾いた。
『染太夫一代記』は、入門の頃のエピソードを記す。「当年十ニオに相成りけるが、元来芸道は琴、胡弓までも菊原検校に稽古をさせあれども、いまだ師匠取りをさせねば、かの御連中竜光が世話をして、鶴沢清八を鶴太郎の師匠と頼み、日柄を選みて弟子入りを致させしとあり。されば去年の冬より梶太夫東都へ下り、当年は留守中の事なれば、竜光はじめ連中衆、幼少の鶴太郎を大いに贔員して、当春は鶴太郎の初会を催して、小腕の三味線も厭はず、連中の銘々鶴太郎の三味にて浄瑠璃を語りしとある。この時、会の取り語りを頼まずして、大切に『忠臣蔵』七ツ目茶屋場を連中一統掛け合をして、大いに賑々しきとある。且つ師匠の清八も、鶴太郎はほかならぬ梶太夫の息子ゆゑとて格別にいたはりて、ある時、竹田の芝居興行の時、大切に『兜軍記』あこや琴責出しょ時、鶴太郎を三曲の役をさせし由、この役割左にしるす。
岩永　綱太夫（四代目吉兵衛事）
重忠　巴太夫（咲太夫事）
あこや　大隅太夫（三根太夫事）
三味線　伝吉（京小庄事）
三曲　鶴太郎
別にあこや　三味線　清八（安次郎事）
かヽる琴責は古来稀なり。またあるまじきよき役割と世上の評判なり。」
安政元年（1854年）の見立番付に「前頭鶴太郎改鶴澤叶」とあり、同年には二代目叶を襲名していた。『増補浄瑠璃大系図』には「安政の頃父と共に東京へ赴き暫く逗留致其頃師匠清八事東京住吉にて師の前名を譲り受鶴澤叶規範の砌右名跡相続いたし」とある。以降も江戸に滞在した。
『義太夫年表近世篇』では安政4年（1857年）年5月天満『彦山権現誓助剣』の「吉岡屋舗の段 切」で竹本二見太夫を弾く鶴澤叶の名前が確認できる。また『壇浦兜軍記』「三ノ口琴責の段」で三味線 江戸登り 鶴澤叶とあるため、江戸で二代目叶の襲名を済ませた叶の大坂上りの舞台であることがわかる。
慶応元年（1865年）3月いなり東小家『仮名手本忠臣蔵』「山科の段 切」を語る櫓下の六代目染太夫の太夫付で鶴澤叶の名がある。六代目染太夫の倅の二代目鶴澤叶で、四代目広助の没後、父染太夫を弾くことになった。山城少掾の番付書き込みに「此時ヨリ染太夫之子息清八門人初代鶴太郎改二代目叶父之三味線ヲ弾」とある。
以降も、文楽の芝居で紋下父染太夫の太夫付となっている。
明治元年（1868年）11月いなり東芝居まで父染太夫の太夫付で、翌明治2年（1869年）正月同座『妹背山婦女庭訓』他より三味線欄の中央に座る。翌3月の芝居を父染太夫が休演し、4月30日に没した。そのため、文楽の芝居を退座する。
明治7年（1874年）9月松島文楽座『玉藻前旭袂』他で文楽座に複座。下2枚目に座る。
明治8年（1875年）5月松島文楽座にて父六代目染太夫の七回忌追善として門弟六代目竹本梶太夫の『播刕皿屋舗』「鉄山家舗の段 切」を弾いた。番付に口上がある。
明治20年（1887年）4月御霊文楽座より筆下のハコに入る。
明治24年（1891年）10月御霊文楽座まで筆末のハコを勤め、明治25年（1892年）10月5日没。享年57歳。橘泉院潤誉叶葊居士。墓は大阪南下寺町遊行寺。

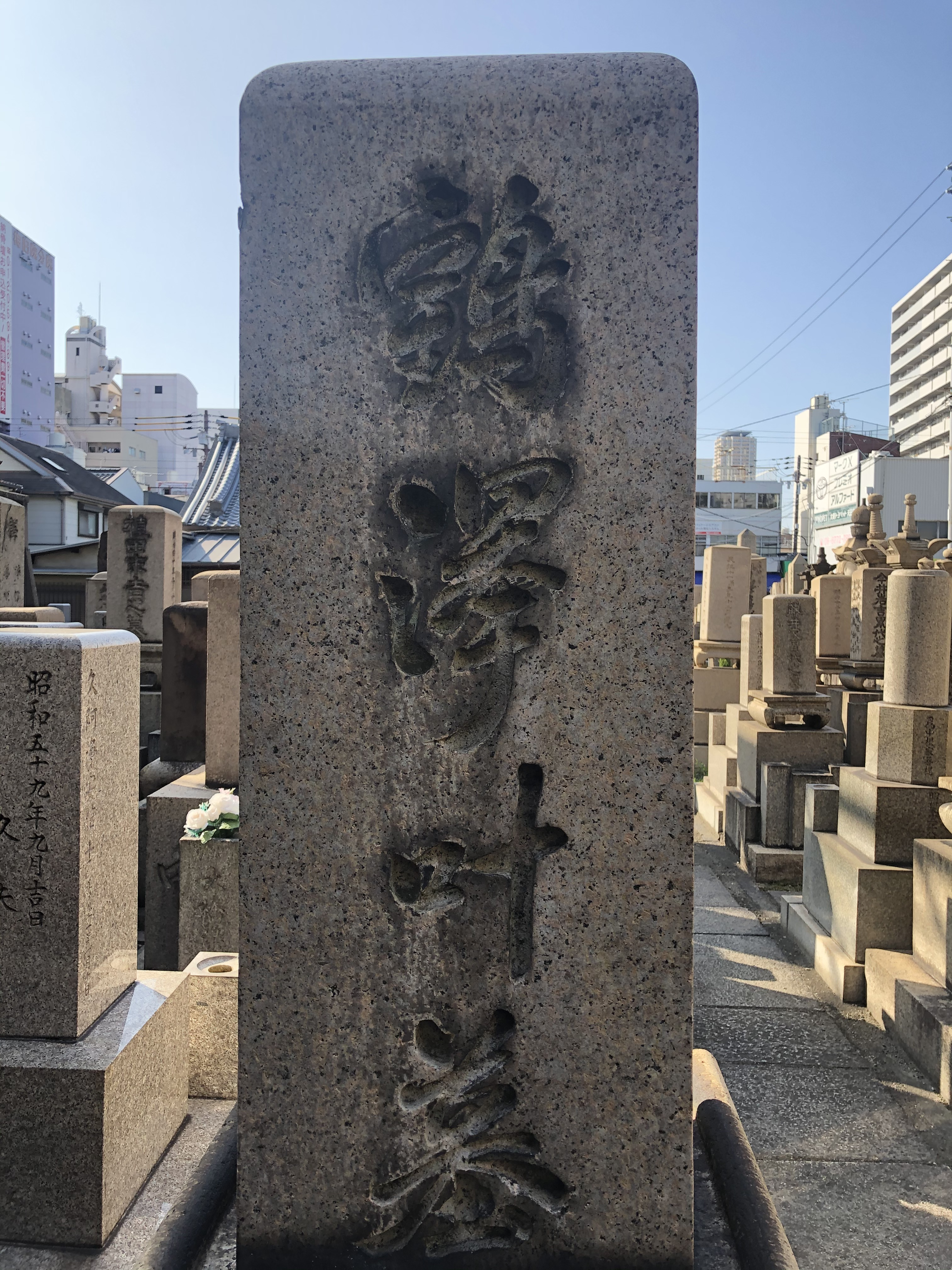
二代目鶴澤叶の墓

門弟に二代目鶴澤鶴太郎。孫弟子に三代目鶴澤清六（三代目叶）、曾孫弟子に二代目鶴澤清八がいる。

## 三代目
鶴澤福太郎 ⇒ 三代目鶴澤鶴太郎 ⇒ 三代目鶴澤叶 ⇒ 三代目鶴澤清六
三代目鶴澤清六参照

## 四代目
二代目鶴澤鶴五郎 ⇒ 四代目鶴澤鶴太郎 ⇒ 四代目鶴澤叶 ⇒ 二代目鶴澤清八
二代目鶴澤清八参照